# Psittacopasserae
Psittacopasserae је таксон птица који се састоји од Passeriformes (птица певачица, велике група птица) и Psittaciformes (папагаји). Према Ериксону и сарадницима, током анализирања геномске ДНК, откривена је лоза која се састојала од Passeriformes, Psittaciformes и Falconiformes. Овај кладус је предложен након што су 2008. Шенон Хакет и сарадници спровели поравнање интронских секвенци језгра, Она је формално именована у чланку часописа Нејч`р Комјуникејш`нс (Nature Communications) из 2011. године аутора Александра Сухе и његових сарадника који су сарађивали са групом Јиргена Шмица, на основу генетске анализе уметања ретропозона у геном кључних птичјих лоза током еволуције у доба мезозоика.

## Техничка разматрања
Анализа уметања ретропозона је поузданија, јер је „готово без хомоплазије”, јер се ретропозони насумично убацују на положаје у целом геному, док у случају тачкастих мутација у циклусу ДНК постоје само четири могуће опције. Због тога је мање вероватно да случајност или конвергентна еволуција стварају илузорне сличности између несродних кладуса. Међутим, техника захтева веома обимне податке о геномима - у раду из 2011. године испитано је приближно 200.000 локуса (места) који садрже ретропозон како би се идентификовао 51 појединачни догађај ретропозиције који је присутан код неких птица, али не и код других.

## Значај у еволуцији певања птица
Passeriformes су птице певачице, а папагаји (Psittaciformes) деле способност вокалног учења. Према томе, могуће је да је вокално учење и одговарајућа разноликост песама било присутно код њиховог заједничког претка Psittacopasserae.